# Символіка ЛГБТ
Спільнота лесбійок, геїв, бісексуалів та трансгендерів (скор. ЛГБТ-спільнота) та ЛГБТ-рух мають свою власну символіку. Символи, що мають різне походження та смислове наповнення, покликані створити видимість людей, яких часто маргіналізують, зображують карикатурно або замовчують сам факт їх існування. Ці символи допомагають ЛГБТ+-людям проявляти свою ідентичність, підвищуючи тим самим їх видимість та впевненість перед обличчям дискримінації та утисків.
До другої половини XX століття багато хто в суспільстві вважали, що сексуальна орієнтація, яка відрізняється від тієї більшості (гетеросексуальності) є ознакою гріха або хвороби. Часто такі люди переслідувалися законом. ЛГБТ+ представники були змушені приховувати свою природу, щоб уникнути знущань, ув'язнення або навіть вбивства. Наприкінці 1960-х років на тлі активного розвитку контркультури, другої хвилі фемінізму, руху за громадянські права чорношкірих сталося становлення нового соціально-політичного руху (ЛГБТ-руху). Рух та його представники створили офіційну систему символів для самоідентифікації та маніфестації своєї єдності.
Символіка ЛГБТ з часом зазнає змін. Деякі старі символи поступилися місцем більш універсальним новим. Сьогодні найвідоміші з них — Веселковий прапор та рожевий трикутник.

## Рожевий трикутник
Рожевий трикутник - є найстарішим і одним з найбільш впізнаваних символів ЛГБТ-спільноти. Походить з часів нацистської Німеччини, де ЛГБТ+ стали одними з жертв Голокосту. За різними оцінками, за часи Третього рейху за 175-м параграфом до в'язниці було відправлено від 50 до 100 тисяч геїв, а від 5 до 15 тисяч осіб було депортовано в концентраційні табори. В концтаборах на одязі таких ув'язнених робилася нашивка у вигляді рожевого трикутника. Згідно з дослідженнями, понад 60% із засуджених геїв загинуло, оскільки вони відчували жорстоке поводження не лише з боку охоронців та адміністрації, але і з боку інших ув'язнених.
На початку 1970-х років ЛГБТ-організації Німеччини та США почали популяризувати рожевий трикутник як символ руху. Таким чином вони проводили паралель між злочинами нацистів та триваючими утисками і дискримінацією ЛГБТ в сучасному світі. Зараз рожевий трикутник використовується для увічнення пам'яті про трагічне минуле, маніфестації боротьби за права людини та вираження надії на нову еру свободи, відкритості та гордості.
Є й інші меньш популярні варіанти цього символу. Лесбійки використовують Чорний трикутник, так у концтаборах позначалися «асоціальні елементи», до яких фашисти відносили також і лесбійок. Активістами були також придумані символи бісексуалів та трансгендерів: перший являє собою неповне накладення рожевого та синього трикутників, а другий — рожевий трикутник з вписаним в нього трансгендерним значком.
Завдяки цьому символу рожевий колір став асоціюватися з ЛГБТ+. Крім того, як зазначають дослідники, рожевий колір в різних культурах позначає жінку, і будучи присвоєним чоловікові, кидає виклик гендерній нормативності.
|                        |                                                          |                                              |
| Рожевий танк в Лондоні | Рожеве підсвічування гей-кварталу Кастро (Сан-Франциско) | Платформа Міжнародної амністії на Європрайді |

## Веселковий прапор
Веселковий прапор (також відомий як райдужний прапор, прайд прапор (англ. Pride flag), прапор свободи (англ. Freedom flag)) є одним з найпопулярніших та відомих ЛГБТ+-символів.
Традиційно його полотно складається з шести поздовжніх смуг, кольори яких йдуть відповідно до природного порядку веселки, згори донизу: червоний, помаранчевий, жовтий, зелений, синій та фіолетовий.. Прапор покликаний відображати єдність, різноманітність та красу ЛГБТ+-спільноти.
Райдужний прапор був розроблений художником Гілбертом Бейкером спеціально для гей-прайду в Сан-Франциско у 1978 році (англ. San Francisco Gay Freedom Day). Цей рік став для ЛГБТ-спільноти США історичним — вперше, в Каліфорнії на політичний пост (членом міської наглядової ради) був обраний відкритий гей Харві Мілк. Пізніше, шестикольоровий прапор поширився з Сан-Франциско в інші міста і став широко відомим символом ЛГБТ+-спільноти в усьому світі. 1985 року Міжнародна асоціація лесбійок та геїв офіційно визнала його. Внаслідок великої популярності веселкового прапора сам мотив веселки став асоціюватися з ЛГБТ+-спільнотою.

## Лямбда
1970 року рядкова грецька буква лямбда за пропозицією графічного художника Тома Доерру (англ. Tom Doeomzatk) була обрана як символ організації «Альянс гей-активістів», що є однією з найактивніших груп визвольного руху геїв.
Активісти пояснили вибір символу тим, що лямбда, що позначає в фізиці «спочиваючий потенціал», «зміну енергії» та «довжину хвилі», є вдалим уособленням прийдешніх змін з становищем гомосексуалів у суспільстві, перспектив гей-руху. На їхню думку, вона була покликана стати символом «зобов'язання чоловіків та жінок як гомосексуальних громадян домагатися і захистити свої права людини».
Цей символ має і безліч інших тлумачень. Деякі звертають увагу на античне значення букви як символу ваг, балансу, досягнення та підтримки рівноваги, що асоціюється з прагненням до громадянської рівноправності. Вказуючи на те, що древні римляни називали {\displaystyle \lambda } «домом світла знання в мороці неуцтва», ряд гей-активістів підкреслюють значення просвіти в своїй роботі. Деякі дослідники відзначають, що лямбда це перша буква в слові «liberation» (укр. звільнення), яке є ключовим в ідеології руху 70-х років. Ряд активістів стверджували, що ця буква як символ єдності була зображена на щитах фіванських та спартанських «легіонів закоханих», серед воїнів яких було багато одностатевих пар. Вчені скептично відносяться до таких заяв, відзначаючи, що швидше за все ця легенда з'явилася через голлівудський фільм «Триста спартанців» (1962 року), де дійсно фігурували такі щити.
1974 року Міжнародний конгрес з захисту прав геїв в Единбурзі офіційно прийняв лямбду як символ руху за права гомосексуальних людей. Відтоді вона стала популярним символом, що використовується, наприклад, для прикраси одягу, в ювелірних виробах і т.д. Крім того, слово «лямбда» використовується в назві ряду відомих ЛГБТ-організацій, таких як Lambda Legal, Lambda Literary Foundation та інші.

## Інші символи
Існує і безліч інших символів, використовуваних в середовищі ЛГБТ, які, однак не отримали великої популярності та широкого розповсюдження.
Лабріс (дав.-гр. λάβρυς) — сокира з двома лезами, яку використовували як зброю в середземноморському регіоні. Вона була відома в Стародавній Греції як символ ряду негетеронормативних божеств: Зевса Лебрендеуса (зображується у вигляді андрогіна з бородою та кількома грудьми), Деметри (її культ включав обряди лесбійського характеру) та мінойської богині-жінки. Згідно античної міфології, двостороння сокира також була зброєю жінок-войовниць амазонок, які жили матріархальною громадою та славилися одностатевими зв'язками. В американській релігійній течії сантерія лабрис є символом божества Шанго, який, будучи чоловіком, часто зображується неоднозначно в плані статевої приналежності та ототожнюється з образом Святої Варвари.
В 1970-х роках лабріс був прийнятий лесбійськими феміністками як символ сили, самостійності та солідарності. Він також позначає неоднозначну сексуальність та гендерну приналежність.
Гендерні символи застосовувалися для схематичного позначення біологічної статі з XVIII століття. Починаючи з 1970-х років  накладені гендерні знаки використовуються ЛГБТ-активістами. В лесбійському значку поєднуються два «дзеркала Венери» (♀), а в гейському — два «щита та списа Марса» (♂). Використовуються також фігурні гендерні знаки.

Поєднані «дзеркала Венери»
Дві жінки
Поєднані «щит і спис Марса»
Двоє чоловіків

Аналогічним трансгендерним символом є поєднані воєдино «дзеркало Венери» та «спис і щит Марса», іноді до цього додаються поєднані стрілка та хрест. 1999 року був створений трансгендерний прапор, полотно якого складається з поздовжніх смуг блакитного, рожевого та білого кольору. Його автор, транссексуалка Моніка Хелмс, пояснює, що блакитні та рожеві смуги символізують чоловічу та жіночу стать відповідно, тоді як білий — інші стани (інтерсексуальність, трансгендерність, невизначений гендер). Прапор покликаний позначити рівноцінність всіх гендерних форм.
В 1970-х роках великою популярністю як гей-символ користувалося зображення відбитка долоні фіолетового кольору («пурпурова рука»). Одна з найактивніших груп визвольного руху, «Фронт визволення геїв» зробив його своєю емблемою. Цей символ зобов'язаний своїм походженням одній події в Сан-Франциско, коли працівники, що випускали гомофобні матеріали друкарні, вилили чорнило на голови протестуючих поруч з нею гей-активістів, а ті в свою чергу залишили сліди своїх долонь на будівлі контори.

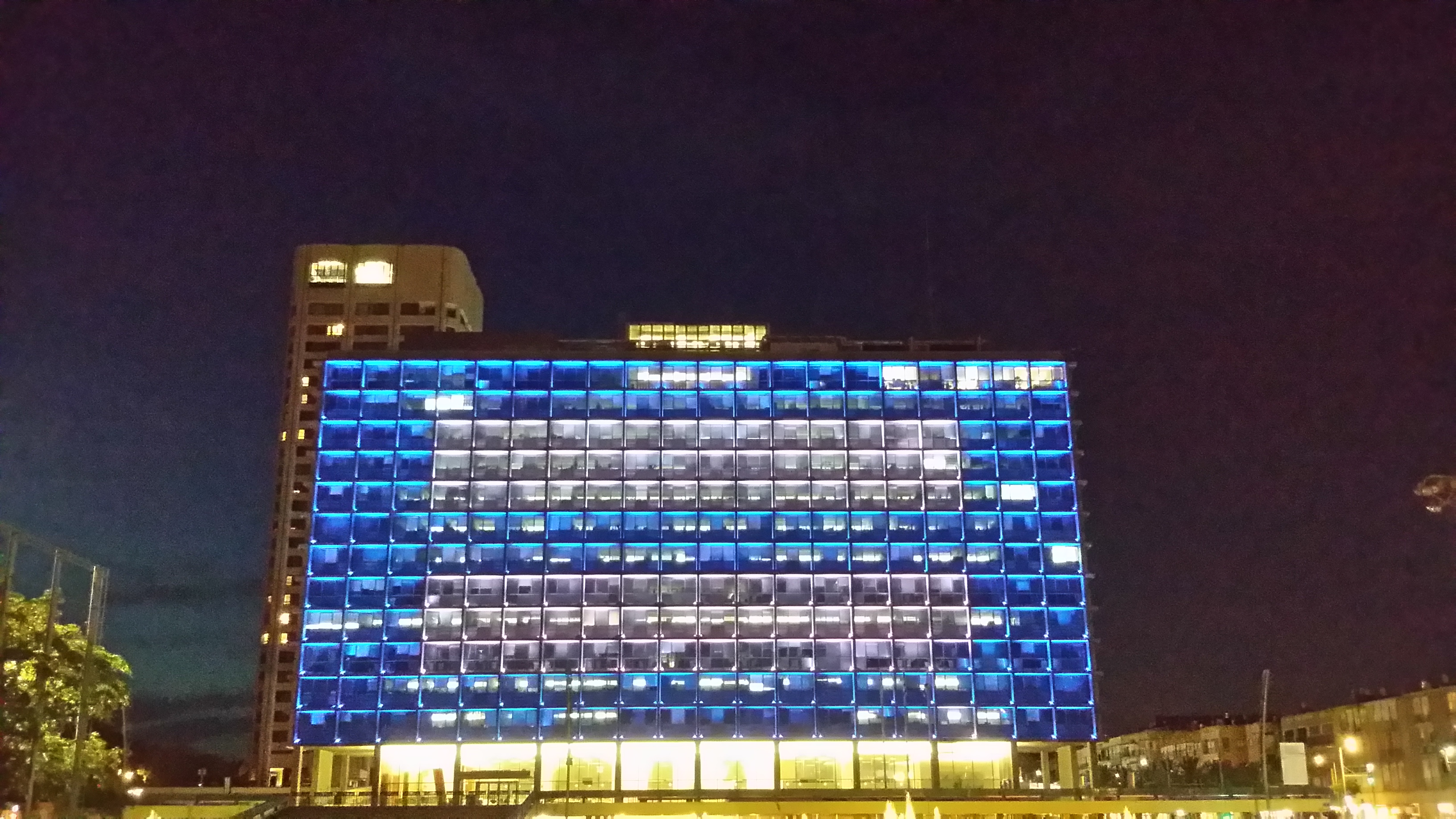
Знак рівноправності на будівлі мерії Тель-Авіву під час гей-прайду

Логотип «Кампанії за права людини», що являє собою синій квадрат з жовтим знаком рівності на ньому, є популярним символом рівноправності для ЛГБТ.
Серед ЛГБТ також використовуються символічні стрічки. Веселкова, рожева та лілова (як варіант: пурпурова, лавандова або фіолетова) стрічки історично пов'язані з веселковим прапором, рожевим трикутником та «пурпуровою рукою» відповідно. Крім того, дві останні є знаками гендерної ненормативності. Червона стрічка як символ боротьби з епідемією ВІЛ набула значення для ЛГБТ-спільноти в слідстві його значної залученості в цю боротьбу.
Прапор бісексуалів був розроблений художником Майклом Пейджем 1998 року і з того часу отримав популярність у всьому світі. Він являє собою прямокутне полотно з трьох горизонтальних смуг: широкою рожевою смугою у верхній частині, що символізує гомосексуальний потяг, широкою смугою синього кольору знизу, що означає гетеросексуальний потяг, і смугою пурпурового кольору, що займає центральну частину як злиття двох областей, яка символізує бісексуальність.
Специфічна символіка використовується також і в деяких субкультурах всередині ЛГБТ, наприклад, прапори «ведмедів» та шкіряної фетиш-культури або специфічна система коду носових хусток, сережок та каблучок.
Деякі символи мають історичне значення. Наприклад, завдяки Оскару Вайльду зелена гвоздика використовувалася як символу гомосексуалів у вікторіанській Великій Британії. Червона краватка або шарф стали такими в зв'язку з творчістю художника Паула Кадмуса, а аїр — поета Волта Вітмена.
Існує цілий ряд інших символів (наприклад, пурпуровий носоріг, єдиноріг, метелик) та прапорів, але вони не набули широкої популярності.

### Символи

Трикутники, що перекриваються (репрезентація бісексуальності)
Подвійний місяць (репрезентація бісексуальності)
Подвійний жіночий символ. (репрезентація лесбійок)
Подвійний чоловічий символ. (репрезентація геїв)
Взаємнопов´язані гендерні символи
Взаємнопов´язані гендерні символи
Чотири взаємнопов´язані гендерні символи (репрезентація бісексуальності)
Лабріс (репрезентує лесбійський фемінізм)
Лямбда (репрезентує визвольний рух геїв)
Пансексуальний символ
Андрогінний + жіночий + чоловічий символи. (репрезентує трансперсон)
Транс-символ (репрезентує бісексуальних трансперсон)
Трансфемінізм символ
Гендерна флюїдність

### Прапори
Взято з: Прайд прапор § Галерея
Ці прапори представляють різні сексуальні орієнтації, романтичні орієнтації, гендерну ідентичність, субкультури а також ЛГБТ-спільноту в цілому.

Веселковий прапор
ЛГБТ+ прогресивний веселковий прапор
Інтерсексуально-включний інклюзивний ЛГБТ+ прапор
Транссексуальність
Бісексуальність
Бігендерність[20]
Пансексуальність
Небінарність
Лесбійство
Помадне лесбійство[21][22]
Лабріс (феміністичне лесбійство)
Гомосексуальність[23]
Асексуальність
Демісексуальність
Аромантичність[24]
Агендерність
Гендерквір
Гендерфлюідність[25]
Інтерсексуальність
Полісексуальність
Поліаморність[26] (дизайн 1995)
Поліаморність (дизайн 2022)[27]
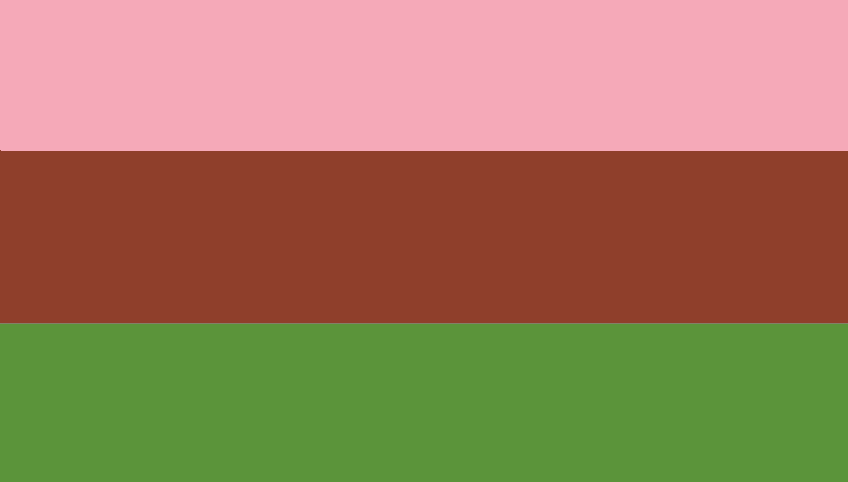
Гінесексуальність
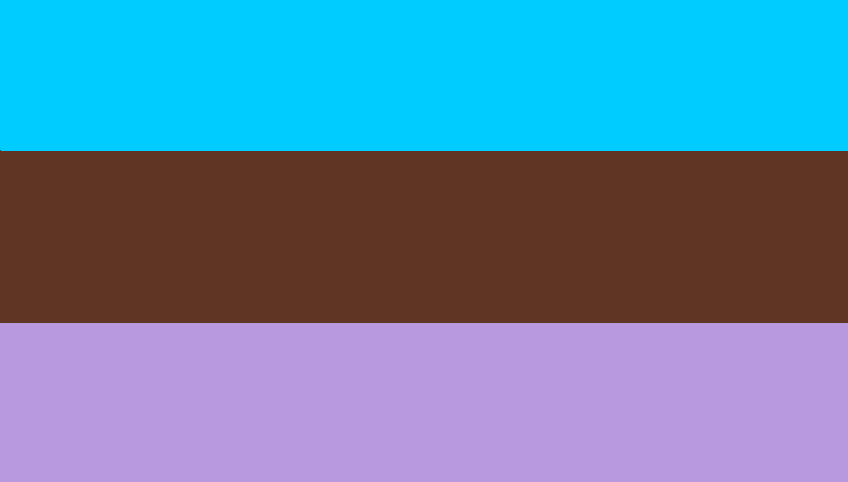
Андросексуальність
Латекс (субкультура)[28]
Ведмеді

### Прапори за місцем розташування

Прайд-прапор України
Ізраїльський веселковий прапор
Веселковий прапор Філадельфії, США
Прайд-прапор ПАР
Канадський веселковий прапор
Рожевий прайд-прапор Великої Британії[29]
Прайд-прапор Іспанії
Прайд-прапор США "Нова слава"